# West Carthage
West Carthage – wieś w Stanach Zjednoczonych, w stanie Nowy Jork, w hrabstwie Jefferson.